# Stig Persson
Stig „Buckla“ Persson (* 28. November 1934 in Klippan, Skåne län; † 1. Juli 1968 in Nybro, Kalmar län) war ein schwedischer Ringer.

## Leben
Stig Persson begann in Schonen mit dem Ringen, wo er zu dem schwedischen Spitzenklub Brottning Klub (BK) Klippan wechselte. Er entwickelte sich bis Ende der 1950er-Jahre zu einem der besten schwedischen Ringer im griechisch-römischen Stil im Mittel- bzw. Halbschwergewicht. Da in jener Zeit aber in Schweden in diesen Gewichtsklassen mit Karl-Erik Nilsson, Axel Grönberg, Viking Palm und Rune Jansson Weltklasseringer vorhanden waren, dauerte es bis zum Jahre 1961, ehe er erstmals bei einer internationalen Meisterschaft zum Einsatz kam.
Er konnte aber schon ab 1958 Erfahrungen in den damals üblichen und sehr beliebten Länderkämpfen sammeln. Dabei gelangen ihm Siege über die Finnen Koskela, Eino Ikola und Veikko Ketola, über Siegfried Neufang aus der DDR, gegen Karl-Heinz Markert aus der BRD, sowie „Unentschieden“ gegen Gheorghe Popovici aus Rumänien, Wladimir Smolinski aus Polen und Horst Heß aus der BRD.
Das Debüt von Stig Persson bei einer internationalen Meisterschaft erfolgte bei der Weltmeisterschaft 1961 in Yokohama. Er erzielte dort im Halbschwergewicht ein Unentschieden gegen den starken Ungarn György Gurics, verlor aber gegen Gheorghe Popovici und gegen Tevfik Kış aus der Türkei und belegte den 6. Platz. Ein Jahr später, 1962, verbesserte er sich bei der Weltmeisterschaft in Toledo (Ohio) auf den 5. Platz. Er kam dabei dort im Mittelgewicht zu einem Sieg über den Schweizer Kurt Rusterholz und rang gegen György Gurics und dem Bulgaren Krali Bimbalow unentschieden. Gegen Tevfik Kış, der bei diesem Turnier Weltmeister wurde, verlor er nach Punkten und schied nach der 4. Runde aus.
Bei der Weltmeisterschaft 1963 in Helsingborg und den Olympischen Spielen 1964 in Tokio kam Stig Persson im Mittelgewicht auf den 8. bzw. den 9. Platz. Ihm gelangen bei diesen Meisterschaften u. a. Unentschieden gegen György Gurics und Jiří Kormaník aus der Tschechoslowakei. Er verlor aber 1963 gegen Nikolai Tschutschalow aus der UdSSR und 1964 gegen Lothar Metz aus der DDR und schied damit frühzeitig aus.
Bei der Weltmeisterschaft 1965 in Tampere blieb Stig Persson in vier Kämpfen ungeschlagen. Er rang aber nach einem Sieg über Tatsumi Hayama aus Japan gegen Petar Krumow aus Bulgarien, Petar Cucic aus Jugoslawien und Jiří Kormaník jeweils nur unentschieden, womit er nach der 4. Runde wegen des Erreichens der zulässigen Fehlerpunktzahl ausscheiden musste und den 6. Platz belegte.
Im Jahre 1966 gelang ihm dann endlich ein Medaillengewinn bei einer internationalen Meisterschaft. Bei der Europameisterschaft in Essen kam er im Mittelgewicht mit drei Siegen auf den 3. Platz. Ein noch besseres Ergebnis verhinderten die vier Unentschieden, die er gegen Lothar Metz, Tevfik Kış, Anatoli Kirow aus der UdSSR und Wenko Zinzarow aus Bulgarien, alles hochdekorierte Weltklasseringer, erzielte. Bei der Weltmeisterschaft 1967 in Toledo (Ohio) rang er u. a. wieder gegen Petar Krumow aus Bulgarien unentschieden, verlor aber gegen Walentin Olenik aus der UdSSR und landete auf dem 7. Platz.
Zum letzten Mal vor seinem frühen Tod war Stig Persson bei der Europameisterschaft 1967 in Minsk bei einer internationalen Meisterschaft am Start. Er belegte dort zwar nur den 11. Platz, blieb aber mit drei Unentschieden gegen Jiří Kormaník, Bolesław Mackiewicz aus Polen und László Sillai aus Ungarn unbesiegt. Allerdings schied er nach diesen drei Kämpfen wegen des Erreichens von mehr als 6 Fehlerpunkten aus.
Insgesamt gesehen bleibt festzustellen, dass Stig Persson bei einer etwas offensiveren Ringweise, mit der er manches seiner vielen Unentschieden in einen Sieg hätte verwandeln können, weitaus erfolgreicher abschneiden hätte können. Allerdings waren fast alle Ringer, gegen die er unentschieden rang, Ringer aus den damals ungemein starken Ostblock-Staaten und gehörten damit der absoluten Weltspitze an.

## Internationale Erfolge
| Jahr | Platz | Wettbewerb                               | Gewichtsklasse | |
| 1959 | 2.    | Klippan-Turnier                          | Halbschwer     | hinter Fritz Dirscherl, BRD, vor G. Pettersson, Schweden |
| 1959 | 2.    | Turnier in Greiz                         | Halbschwer     | hinter Herbert Albrecht, DDR, vor Günter Pötsch, DDR |
| 1961 | 3.    | Klippan-Turnier                          | Halbschwer     | hinter Wladimir Smolinski, Polen u. Sven Olsson, Schweden |
| 1961 | 6.    | WM in Yokohama                           | Halbschwer     | mit einem Unentschieden gegen György Gurics, Ungarn u. Niederlagen gegen Gheorghe Popovici, Rumänien u. Tevfik Kış, Türkei                                                                        |
| 1962 | 2.    | Klippan-Turnier                          | Mittel         | hinter Branislav Simić, Jugoslawien |
| 1962 | 5.    | WM in Toledo (Ohio)                      | Mittel         | mit einem Sieg über Kurt Rusterholz, Schweiz, Unentschieden gegen György Gurics u. Krali Bimbalow, Bulgarien u. einer Niederlage gegen Tevfik Kış, Türkei                                         |
| 1963 | 1.    | Klippan-Turnier                          | Mittel         | vor Per Arne Ytterström, Schweden u. Angelo Foschini, Italien |
| 1963 | 8.    | WM in Helsingborg                        | Mittel         | mit einem Sieg über Arne Gjerlöv, Dänemark, einem Unentschieden gegen György Gurics u. einer Niederlage gegen Nikolai Tschutschalow, UdSSR                                                        |
| 1964 | 9.    | OS in Tokio                              | Mittel         | mit einem Sieg über Raymond Schummer, Luxemburg, Unentschieden gegen Jiří Kormaník, Tschechoslowakei u. Kenjirō Hiraki, Japan u. einer Niederlage gegen Lothar Metz, Deutschland                  |
| 1965 | 2.    | Klippan-Turnier                          | Mittel         | hinter Petar Cucic, Jugoslawien, vor Helmut Gössner, BRD u. Jürgen Klinge, DDR |
| 1965 | 1.    | Skandinavische Meisterschaft in Uleaborg | Mittel         | vor Bjarne Ansbøl, Dänemark u. Håkon Øverby, Norwegen |
| 1965 | 6.    | WM in Tampere                            | Mittel         | mit einem Sieg über Tatsumi Hayama, Japan u. Unentschieden gegen Petar Krumow, Bulgarien, Petar Cucic, u. Jiří Kormaník                                                                           |
| 1966 | 1.    | Klippan-Turnier                          | Halbschwer     | vor Per Svensson, Schweden u. Czesław Kwieciński, Polen |
| 1966 | 3.    | EM in Essen                              | Mittel         | mit Siegen über Franz Pötsch, Albertus Rosbag, Niederlande u. Vassilios Popoulias, Griechenland u. Unentschieden gegen Lothar Metz, Tevfik Kış, Anatoli Kirow, UdSSR u. Wenko Zinzarow, Bulgarien |
| 1966 | 7.    | WM in Toledo (Ohio)                      | Mittel         | mit einem Sieg über M. Ackermann, Südafrika, einem Unentschieden gegen Petar Krumow u. einer Niederlage gegen Walentin Olenik, UdSSR                                                              |
| 1967 | 11.   | EM in Minsk                              | Mittel         | mit Unentschieden gegen Jiří Kormaník, Bolesław Mackiewicz, Polen u. László Sillai, Ungarn |

## Schwedische Meisterschaften
| Jahr | Platz | Gewichtsklasse | Ergebnis                                            |
| 1957 | 3.    | Halbschwer     | hinter Rune Jansson u. Axel Grönberg                |
| 1958 | 2.    | Halbschwer     | hinter Axel Grönberg, vor Rune Carlsson             |
| 1960 | 1.    | Halbschwer     | vor Lars Arvidsson u. L.E. Rudberg                  |
| 1961 | 1.    | Halbschwer     | vor Bengt Lindblad u. Rune Jansson                  |
| 1963 | 2.    | Mittel         | hinter Karl-Erik Andersson, vor Per Arne Ytterström |
| 1964 | 2.    | Mittel         | hinter Hans Antonsson, vor Per Arne Ytterström      |

Anm.: alle Wettbewerbe im griechisch-römischen Stil, OS = Olympische Spiele, WM = Weltmeisterschaft, EM = Europameisterschaft, Mittelgewicht, bis 1961 bis 79 kg, danach bis 87 kg, Halbschwergewicht, bis 1961 bis 87 kg, danach bis 97 kg Körpergewicht